# Brian Laudrup
Brian Laudrup (n. 22 februarie 1969, Viena, Austria) este un fost jucător danez de fotbal.
Laudrup a câștigat Campionatul European din 1992 cu Danemarca și a fost o piesă importantă în formația clubului Rangers F.C. ce a dominat campionatul în Scoția în anii '90.
El a fost trecut de Pelé pe lista FIFA 100 cei mai buni 125 de jucători în viață, alături de fratele său mai mare Michael Laudrup în martie 2004.